# Giacomo Gandi

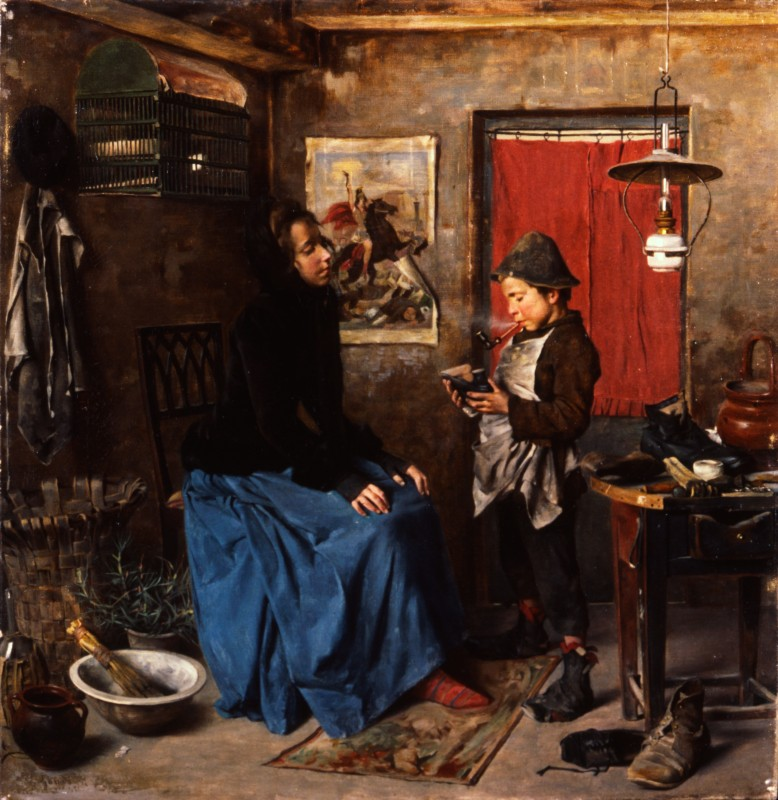
Un parere o Il piccolo calzolaio, v. 1872 (collections d'art de la Fondation Cariplo).

Giacomo Gandi (né à Saluces le 29 juin 1846  et mort à Savillan le 20 septembre 1932) est un peintre italien connu pour sa peinture de genre . 

## Biographie
Giacomo Gandi est né à Saluces dans la province de Coni. Après avoir étudié brièvement auprès d'Andrea Gastaldi à l'Accademia Albertina de Turin, il a poursuivi sa formation de manière indépendante en faisant des voyages à Florence, Rome  où il s'est installé vers 1869  et Parme. 
S'installant à Savillan après 1874, il se spécialise dans la peinture de genre et l'aquarelle réalisant deux œuvres pour l'Exposition universelle de 1878 à Paris. Il participe aux expositions nationales de Milan (1872 et 1881), de Turin (1880 et 1884) et à l'Esposizione di Belle Arti de Rome (1883). Il participe également aux spectacles organisés par la Società Promotrice di Belle Arti di Torino de 1870 à 1896, ainsi qu'à Florence et Naples. Le succès de sa peinture inspirée de la vie des gens communs décline vers la fin du XIXe siècle en raison des goûts changeants des collectionneurs. Il a continué à pratiquer son art à Savillan, jusqu'aux dernières années de sa vie, handicapé par une maladie oculaire.  
Giacomo Gandi est mort en 1932 à Savillan. Il a été nommé chevalier de l'Ordre de la Couronne d'Italie.

## Œuvres
- In Teatro (1880, version exposée à  Turin)
- A mosca cieca
- I piccoli giocatori
- Nel parco
- Al quaresimale
- In tavola
- La mamma assente
- La tabacchiera del Nonno
- Chi sarà?
- Un nemico di casa (1881, exposé à  Milan)
- Prima confessione
- Pianura
- Ave Maria
- Un nuovo parente (1883, exposé à Rome)
- Sempliciano
- Un sentiero delle Alpi (1884, exposé à Turin)[3]